# 刘徽
刘徽，中國魏晉時期數學家，生平不詳。魏景元四年（263年）著有《九章算術注》10卷。

## 家世
郭書春主張，劉徽有可能是梁敬王刘定国（之孙菑乡侯刘逢喜）的后裔。吳文俊《中國數學史大系》亦同意此說法。:55-56

## 籍貫
關於劉徽的資料甚少，正史和其他史籍中都沒有此人的傳記資料。其生平資料主要可見於其本人的著作和零散的史料，依靠學者推測。:14籍貫方面，《宋史·禮志》中記述：「於是中書舍人張邦昌定算學：封.......魏劉徽淄鄉男」。學者據此記載有不同的看法。:11
山東鄒平縣說。《中國大百科全書》（第二版）、郭書春、沈康主此說。郭書春《劉徽籍貫考》中，據《漢書》、《元豐九域志》、《金史》、《山東通志》等史籍，主張淄鄉在今天山東鄒平縣境。沈康以山東鄒平縣的地里位置，和劉徽《海島算經》題文的地里描述，同樣主此說。:10-14
山東淄博淄川說。吳文俊《中國數學史大系》 （此節由白尚恕執筆）則持此說，《中國數學史大系》認為今山東淄博市淄川區有淄城鎮，有可能就是宋金時的淄鄉鎮。:55-56
此外，學者有其他的看法。嚴敦傑《劉徽簡傳》中認為：「祀典各封爵並不十九均據各人里貫為之，其中見於史傳的而有里貫的一般相符，如沒有里貫的一是推測，二是按郡望。劉徽的籍貫既沒有直接材料，則封為淄鄉男不出這兩種可能性，所以還是定不可考為好。」，主張淄鄉不一定是他的籍貫。李迪認為「這話（《宋史》中的記載）不完全可靠，但也不應完全否定」，認為可初步斷定劉徽是山東人。:10-14

## 生平
關於劉徽的生平，史書中沒有記載。從《九章算術注》中提及的書名來看，他精通四書五經和諸子。:51在其《九章算術注·序》提及「立表於洛陽之城，令高八尺，南北各盡平地，同日度正中之景」，可見他曾親身到洛陽，並可能洛陽參加過歷法討論和進行過天文測量。:57-58
此外，《隋書·經籍志》中記述：「《魯史欹器圖》，儀同劉徽注。」。《中國數學史大系》據此認為他有可能做過儀同官，並在任上完成《魯史欹器圖》一卷。:57-58清代姚振宗《隋書經籍志考證》中指，凡是隋代人所著的書，《經籍志》都只書官名再加上書名，不加上朝代；而不是隋人的才注明朝代，因此此劉徽應是劉暉之誤。:10嚴敦傑認為，此處的「劉徽」應該是「劉暉」，是隋人而非魏人。

## 數學成就

刘徽割圆术原理的示意圖

刘徽的青朱出入图

刘徽为《九章算术》作注，其中他提出用割圆术计算圆周率的方法，以内接正六邊形开始，逐次倍加邊數的方法，逐步逼近圓周率。《九章算術》僅以π=3，劉徽則计算出正192边形的面积，先得到圆周率的近似值为{\displaystyle \pi ={\frac {157}{50}}=3.14}，和晋武库王莽铜律嘉量比较，觉得“此术微小”，于是再用圆周率捷法计算出正3072边形的面积，求得{\displaystyle \pi ={\frac {3927}{1250}}=3.1416}。作此書注時，他還依據其「割補術」為證勾股定理，另闢蹊徑作青朱出入圖。圖雖失傳，但據其「出入相補、以盈補虛」原理，後人參照書中類似方法還原了此圖。

刘徽最先提出的「牟合方蓋」圖形

劉徽的注釋兼用圖形和模型作說明，以圖形相互拼湊方法解決各種面積計算問題，相當於一般平面幾何學中所用的平移與疊合的方法；並用直截面積的方法來計算立體體積。他指出《九章算術》計算球體體積方法錯誤，并引入了「牟合方盖」（垂直相交的兩個圓柱體的共同部分的體積）这一著名的几何模型，认为只有「牟合方蓋」與球體積之比才正好等於正方形與其內切圓的面積之比，也就是：
球体积 {\displaystyle :\,} 牟合方盖体积 {\displaystyle =\pi :4\,}
但劉徽沒有給出牟合方蓋的體積公式，所以也就得不出球體的體積公式。

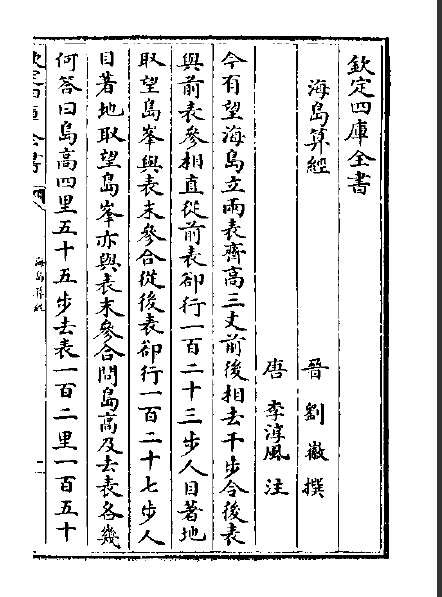
《四库全书》中的《海岛算经》

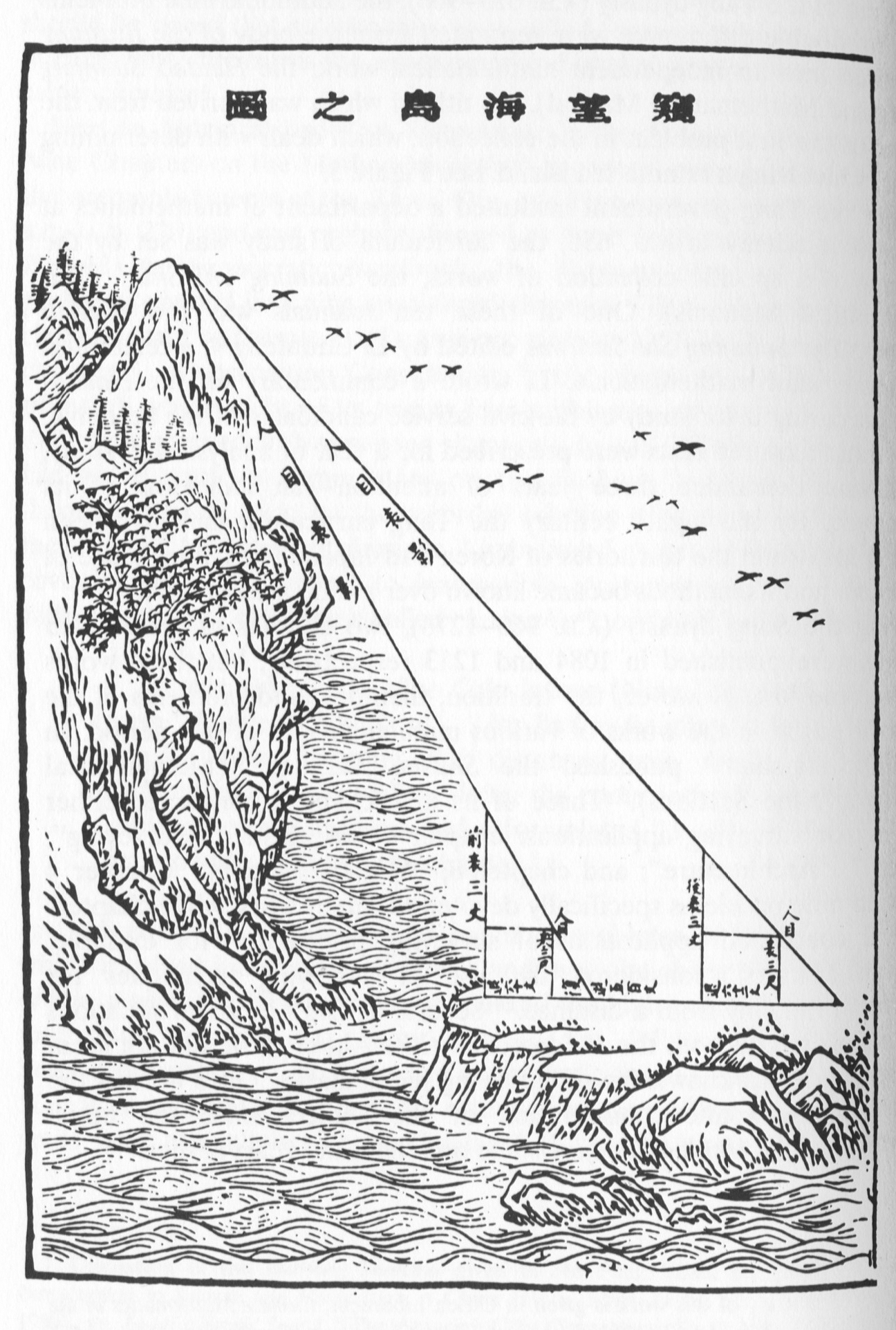
《古今图书集成》中「窥望海岛之图」

劉徽並在《九章算術注》提出重差術，應用中国传统的出入相补原理，以多達4次的觀測，測量山高水深等數值。在唐代，有關重差術的注文被抽出單行，因其第一题是测量海岛高度和距离的问题，故題為《海島算經》，成为《算经十书》之一。刘徽创造的四次重差观测术，被吴文俊称为“使中国测量学达到登峰造极的地步”，美国数学家弗兰克·斯委特兹赞誉这使得“中国在數學测量学的成就，超越西方约一千年”。

## 扩展阅读
- 吴文俊．《九章算术》与刘徽．北京：北京师范大学出版社，1982．
- 吴文俊．刘徽研究．西安：陕西人民教育出版社，1993．